# Friedrich Wilhelm August Argelander
Friedrich Wilhelm August Argelander, född den 22 mars 1799, död den 17 februari 1875 i Bonn, var en preussisk astronom. 

## Biografi
Argelander var född i Memel, nuvarande Litauen, där hans far, som härstammade från Finland, var grosshandlare. Efter studier i Königsberg fick 1823 anställning som astronomie observator i Åbo samt blev 1828 professor i Helsingfors. År 1836 kallades Argelander, till en del med anledning av sin nära personliga bekantskap med den preussiska kungafamiljen, till professor i Bonn. 
Argelander lyckades vinna den på sin tid säkraste bestämningen för riktningen av solsystemets rörelse. Bland hans övriga arbeten märks bland annat Uranometria nova (1843) och den stora stjärnkatalogen Bonner durchmusterung (1857–1863), som omfattar orter för 324 198 stjärnor från nordpolen till 2° sydlig deklination, samtliga då kända stjärnor ned till 9:e och många av 10:e storleken. Argelander var ledamot av flera akademier och lärda samfund, bland annat kungliga vetenskapsakademien i Stockholm.

## Utmärkelser
Nedslagskratern Argelander på månen och asteroiden 1551 Argelander är uppkallad efter honom.